# Francisco Javier Zaldúa
Francisco Javier Zaldúa (Bogotá, 3 de dezembro de 1811 – Bogotá, 21 de dezembro de 1882) foi um advogado e político colombiano. Ocupou o cargo de presidente de seu país entre 1 de abril de 1882 e 21 de dezembro de 1882.